# Cuqui Piñeiro

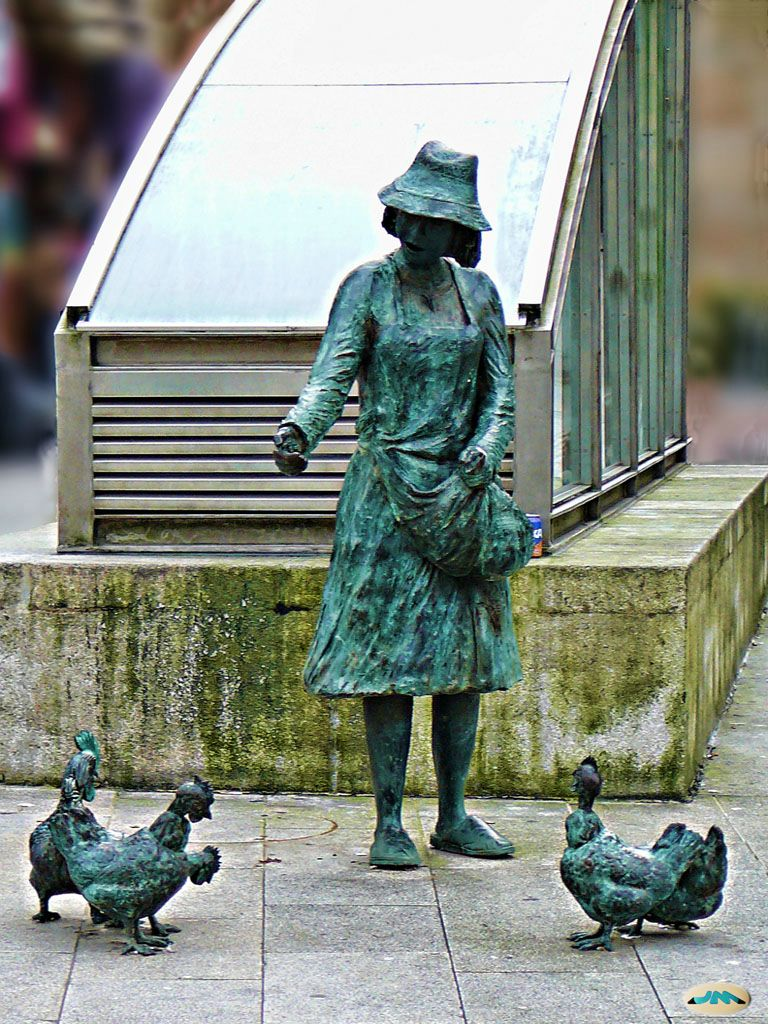
Mujer con gallinas en la ciudad de Pontevedra.

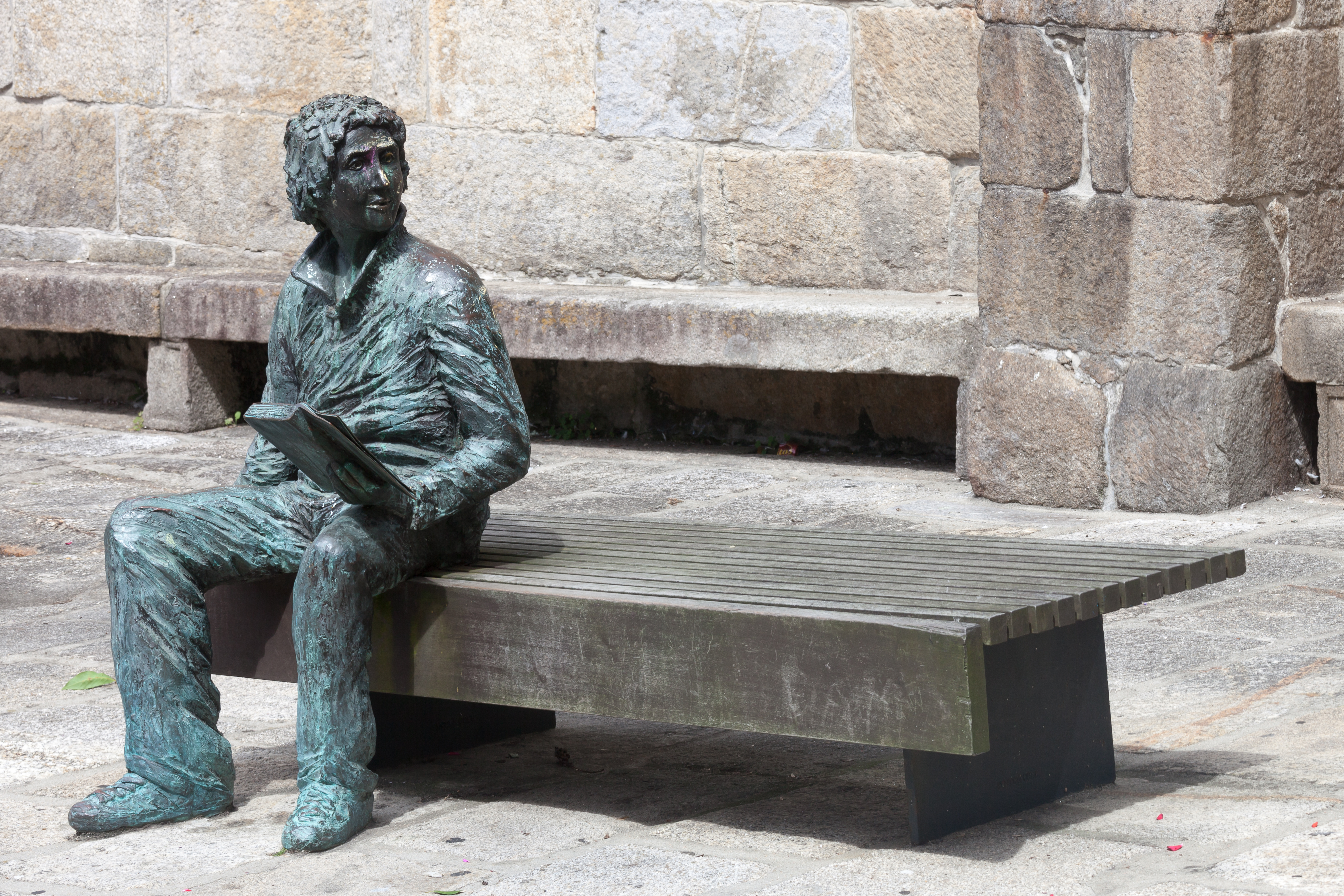
Escultura de Cuqui Piñeiro en La Guardia, provincia de Pontevedra.

María Cruz Piñeiro Álvarez , más conocida como Cuqui Piñeiro (Goián, Pontevedra, 1960) es una empresaria y escultora española.
Hija del escultor y artista gallego Xoán Piñeiro Nogueira y licenciada en Geografía e Historia en 1983, especialidad Arte Moderno, por la Universidad de Santiago de Compostela, dirige la fundición de bronce Arte Bronce Fundición y la galería de arte con el mismo nombre, compaginado con su faceta como artesana fundidora de esculturas de bronce, con propósito de destacar el oficio de broncista, en la que desarrolla su propia obra creativa en piezas únicas, diseños y series de figuras, animales y formas extraídas de la propia naturaleza. Ha sido comisaria de diversas exposiciones como la Exposición II Bienal de Artistas Gallegas (Casa das Artes. Ayuntamiento de Vigo), la Exposición Xoán Piñeiro 1920-1980 (Castillo de Sotomayor, Diputación Provincial de Pontevedra), ambas en 1990 o la también dedicada a su padre, en la Casa dos Alonso de La Guardia en 2013, entre otras.